# 차상엽
차상엽(1992년 8월 16일 ~ )은 대한민국의 체조 선수이다
2024년 강원도에 고기집 일하러 간다하고 그뒤로 연락두절

## 메달 정보

### 메달 기록
- 2014년 아시안 게임 - 10명중 9등

## 학력
- 여명중학교
- 부산체육고등학교
- 한양대학교 경기지도학과